# Laurent Hatat
 (janvier 2013).
Si vous disposez d'ouvrages ou d'articles de référence ou si vous connaissez des sites web de qualité traitant du thème abordé ici, merci de compléter l'article en donnant les références utiles à sa vérifiabilité et en les liant à la section « Notes et références ».
Laurent Hatat est un metteur en scène français. 

## Biographie
En 1999, à la Comédie de Béthune, il met en scène Grand Cahier d’après Agota Kristof. C’est le premier spectacle de la compagnie, il tournera pendant quatre saisons. Dès lors, il sera régulièrement artiste associé à plusieurs théâtres, des scènes nationales ou centres dramatiques : l’Hippodrome de Douai, le Nouveau Théâtre de Besançon, le Théâtre de la Commune à Aubervilliers et le Théâtre du Nord à Lille qui accompagne toujours sa compagnie. 
En 2001 il a été Lauréat de l’Unité Nomade de formation à la mise en scène du CNSAD de Paris.
Parmi les seize spectacles qu’il a mis en scène, on compte : 
- Histoire d’amour (dernier chapitre) de Jean-Luc Lagarce (2002),
- Moitié Moitié de Daniel Keene (2003),
- Dehors devant la porte de Wolfgang Borchert (2004),
- Dissident, il va sans dire de Michel Vinaver (2007),
- Nathan le Sage de G. E. Lessing (2008),
- Les Oranges d’Aziz Chouaki (2009),
- La précaution inutile de Beaumarchais (2010).

En 2012 il choisit d’adapter HHhH, le roman de Laurent Binet paru en 2010, et crée en parallèle Nanine, un texte de Voltaire peu monté au théâtre. Il poursuit ainsi l’aller-retour entre textes contemporains et classiques qui caractérise son parcours.
Artiste impliqué dans les questions de transmission, il est depuis plusieurs années régulièrement invité comme intervenant dans les écoles nationales supérieures : l’école de la Comédie de Saint-Étienne, l’Académie de Limoges, l’ESAD à Paris ou encore l’EPSAD à Lille dont il est membre du conseil pédagogique. Il dirige également des ateliers en université (Lille, Besançon) et des stages de formation continue pour les acteurs professionnels.

## Comédien
- 1992 : La Foi, l'amour, l'espérance d'Ödön von Horváth, mise en scène Sylvain Maurice, Théâtre de Châtillon, Festival du Jeune Théâtre d'Alès
- 2010 : La Précaution inutile ou Le Barbier de Séville de Beaumarchais, mise en scène Laurent Hatat, Théâtre du Nord, Théâtre de la Commune, tournée

## Metteur en scène
Ses spectacles / productions Anima Motrix :
- 1999 : Grand Cahier d'Agota Kristof, Comédie de Béthune, Théâtre International de Langue Française (nouvellement le Tarmac de la Villette), Avignon, Paris, Bruxelles et tournée
- 2000 : Exercices de conversation et de diction française pour étudiants américains de Eugène Ionesco, Grand Bleu de Lille (C.D.N.J.P.), Comédie de Béthune, Bruxelles, Paris et tournée]
- 2001 : Music Hall (fragments) d'après Jean-Luc Lagarce, Hippodrome de Douai (S.N.), Comédie de Béthune et tournée
- 2002 : Histoire d’amour (derniers chapitres) de Jean-Luc Lagarce, Hippodrome de Douai (S.N.), Théâtre du Nord, Comédie de Béthune et tournée
- 2002 : Moitié Moitié (half and half) de Daniel Keene, Hippodrome de Douai (S.N.), Comédie de Béthune, Théâtre des Quatre Saisons de Gradignan et tournée
- 2003 : Monsieur M de Sybille Berg, Comédie de Valence (C.D.N.), Festival d'Alba-la-Romaine, tournée
- 2003 : Papa Alzheimer de Luc Tartar, Théâtre Missionné d'Arras, l'Hippodrome de Douai (S.N.), tournée
- 2004 : Dehors devant la porte de Wolfgang Borchert, Nouveau Théâtre de Besançon, Théâtre de la Commune, Hippodrome de Douai (S.N.), le Carré de Château-Gontier (S.N.), Comédie de Saint-Etienne, Bateau Feu de Dunkerque (S.N.), et tournée
- 2005 : Les Acteurs de bonne foi de Marivaux, Théâtre d'Esch (Lux) et tournée (production Théâtre d'Esch)
- 2006 : Foley, chevauchée irlandaise de Michaël West, Comédie de Béthune, Nouveau Théâtre de Besançon, Hippodrome de Douai (S.N.) et tournée (Paris)
- 2007 : Dissident, il va sans dire de Michel Vinaver, Hippodrome de Douai (S.N.), Théâtre de la Commune, Maison Folie Wazemmes de Lille
- 2008, 2009 : Nathan le Sage de Gotthold Ephraïm Lessing, Théâtre du Nord, Théâtre de la Commune, Nouveau Théâtre de Besançon

- 2010 : La Précaution inutile ou Le Barbier de Séville de Beaumarchais, Théâtre du Nord, Théâtre de la Commune et tournée
- 2010 : Les Oranges d'Aziz Chouaki, Théâtre du Nord, Théâtre du Lucernaire, spectacle créé en 2008 au Théâtre du Nord, repris régulièrement en tournée depuis
- 2012 : Nanine de Voltaire, Théâtre du Nord, et dans le cadre de Béthune 2011, capitale Régionale de la Culture
- 2012 : HHhH, une adaptation du roman de Laurent Binet, créé à l'Entrepôt dans le cadre du Festival d'Avignon Off 2012